# Pavlova Huť
Pavlova Huť (deutsch Paulushütte) ist eine Wüstung auf dem Gebiet der Gemeinde Obora (Thiergarten) in Tschechien. Das erloschene Dorf lag fünf Kilometer südöstlich von Bärnau nahe der deutschen Grenze und gehört zum Okres Tachov. 

## Geographie
Die Streusiedlung Pavlova Huť befand sich im böhmischen Teil des Oberpfälzer Waldes (Český les) am Oberlauf des Sklářský potok (Roter Bach bzw. Paulusbrunner Bach), der im Ort im Teich Vokatý (Hüttenteich) aufgestaut ist. Im Norden erhebt sich der Pupek (Geißberg, 734 m n.m.), nordöstlich der Liščí vrch (Hoher Knock, 708 m n.m.) und die Bučina (Hintere Anleiten, 675 m n.m.), im Osten der Dlouhý vrch (Langer Berg, 692 m n.m.), südöstlich die Školka (Eselberg, 778 m n.m), im Süden der Knížecí strom (Blesmetzberg, 829 m n.m), südwestlich der U Myslivny (Steingerölle, 797 m n.m.), Tetřeví vrch (Bärnauer Berg, 815 m n.m.) und der Na Hranicích / Platte (793 m n.m.) sowie im Nordwesten der Steinberg / Studenecký vrch (802 m ü. M.). Die Ortswüstung liegt im Landschaftsschutzgebiet Český les. Durch Pavlova Huť führen der Fernwanderweg Zlatá stezka-Goldsteig und der Lehrpfad Branka. Ca. anderthalb Kilometer westlich befinden sich beiderseits der deutsch-tschechischen Grenze die Naturschutzgebiete Pavlova Huť und Moorgebiet bei Bärnau.
Nachbarorte waren Pavlův Studenec (Paulusbrunn) und Branka (Galtenhof) im Norden, Obora, Horní Obora (Flötz) und Milíře (Brand) im Nordosten, Zadní Milíře (Girnberg) im Osten, Lesná (Schönwald) im Südosten, Ostrůvek (Inselthal) im Süden, Zlatý Potok (Goldbach), Skláře (Neu Windischgrätz), Němeček (Forsthaus Steingerölle), Silberhütte und Altglashütte im Südwesten, Na Spálenci (Brenntenloh) im Westen sowie Přední Chalupy (Vorderhäusl), Bocknickel, Francovy Domky (Franzhäuser) und Schmuckerhof im Nordwesten.

## Geschichte

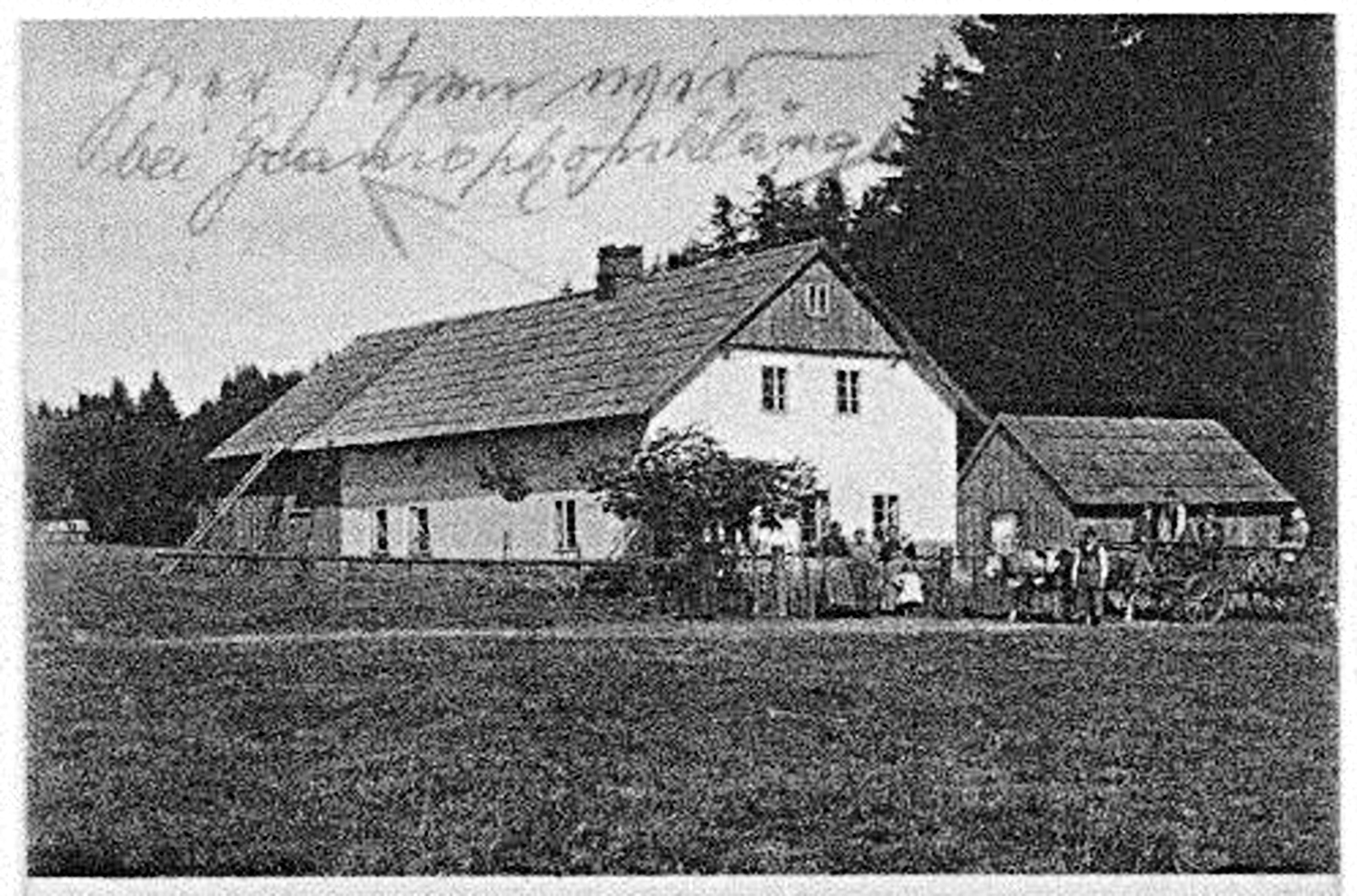
Pavlova Huť um 1900

Der Ort hat seinen Ursprung in einer um 1743 von den Glasmachern Balthasar und Michael Fuchs im Grenzwald der Herrschaft Tachau gegründeten Waldglashütte. Der ursprüngliche Name Fuchshütte wurde in der zweiten Hälfte des 18. Jahrhunderts nach der nahegelegenen Siedlung Paulusbrunn in Paulusbrunner Hütte geändert und später in Paulushütte verkürzt. Die erste schriftliche Erwähnung der Hüttensiedlung erfolgte 1781. Jaroslaus Schaller erwähnte in seiner 1788 erschienenen Topographie des Königreichs Böhmen die Paulusbrunner Hütte als eine der vier auf dem Gebiet der Herrschaft Tachau betriebenen Glashütten, jedoch nicht die zugehörige Siedlung. Pächter der Glashütte war zu dieser Zeit der Glashüttenmeister Johann Kaspar Lenk, der auch die Goldbacher und die Neu Windischgrätzer Hütten betrieb. 1802 erfolgte die Stilllegung der Paulushütte; an ihrer Stelle entstand eine Dominikalsiedlung.
Im Jahre 1835 bestand das im Pilsner Kreis gelegene Dörfchen Paulushütte bzw. Paulusbrunner Hütte aus sieben Häusern mit 51 deutschsprachigen Bewohnern, darunter einer jüdischen Familie. Im Ort gab es ein kleines Jagdschlösschen, ein Hegerhaus, eine Pottaschensiederei und eine Mühle mit Brettsäge. Pfarrort war Schönwald. Nach dem Bau der Paulusbrunner Kirche wurde Paulushütte 1838 der Pfarrei Paulusbrunn zugeordnet. Bis zur Mitte des 19. Jahrhunderts blieb das Dorf der Familienfideikommissherrschaft Tachau untertänig, Besitzer waren die Grafen Windisch-Graetz.
Nach der Aufhebung der Patrimonialherrschaften bildete Paulushütte ab 1850 einen Ortsteil der Gemeinde Thiergarten im Bezirk und Gerichtsbezirk Tachau. 1869 hatte das Dorf 52 Einwohner und bestand aus acht Häusern. Im Jahre 1900 lebten in Paulushütte 52 Personen, 1910 waren es 79. Nach dem Zusammenbruch der k.k. Monarchie wurde Paulushütte 1918 Teil der neu gebildeten Tschechoslowakei. Beim Zensus von 1921 lebten in den zwölf Häusern des Ortes 88 Deutsche. Der tschechische Name Pavlova Huť wurde 1924 eingeführt. Im Jahre 1930 bestand Paulushütte aus 14 Wohnhäusern und hatte 86 Einwohner. Unterhalb des Teichdammes befanden sich am Roten Bach die Obere und Untere Stockmühle. Nach dem Münchner Abkommen wurde Paulushütte im Oktober 1938 dem Deutschen Reich zugeschlagen und gehörte bis 1945 zum Landkreis Tachau. Nach dem Ende des Krieges wurde Pavlova Huť wieder Teil der Tschechoslowakei. Die deutschböhmische Bevölkerung wurde 1946 enteignet und vertrieben. Die Wiederbesiedlung des Dorfes erfolgte nur schwach. Im Zuge der Errichtung des Eisernen Vorhangs erfolgte 1948 in den Wäldern bei Pavlova Huť die Stationierung einer Kompanie des Pohraniční stráž. Auf dem Grenzabschnitt zum Entenbühl wurde zwei Kilometer südwestlich am Tetřeví vrch (Bärnauer Berg) eine Kaserne (Vašíček) angelegt. Beim Zensus von 1950 lebten in den 14 Häusern von Pavlova Huť nur noch sieben Personen. Im Zuge der Errichtung des Eisernen Vorhangs erfolgte in den 1950er Jahren die gänzliche Absiedlung von Pavlova Huť, der Ort wurde 1952 offiziell aufgehoben. Im Rahmen der Operation Grenzstein ließ der Státní bezpečnost in den 1950er Jahren am Damm des Vokatý (Hüttenteich) eine falsche Grenze anlegen, um Republikflüchtige vor dem Grenzübertritt zu fassen.
Die Dorfstelle ist heute teilweise verbuscht, erhalten ist nur der Teich Vokatý.

## Ortsgliederung
Pavlova Huť gehört zum Ortsteil Obora und ist Teil des Katastralbezirks Obora u Tachova.

## Sehenswürdigkeiten
- Waldkapelle der hl. Anna, zwei Kilometer östlich am Weg nach Zadní Milíře. Der Ziegelbau wurde 1935 mit Unterstützung durch Agnes von Thun und Hohenstein, geborene zu Windisch-Grätz, anstelle eines hölzernen Vorgängerbaus errichtet und im Sommer desselben Jahres durch den Tachauer Erzdechanten Rudolf Korl geweiht. Mit der Errichtung der Grenzzone lag sie ab 1948 im Sperrgebiet. 1970 fehlte das Dach der Kapelle, danach wurde sie als Baumaterial abgebrochen. Ab 2016 wurde sie auf den alten Grundmauern durch das Unternehmen Lesy ČR, s.p. neu errichtet und am 30. September 2017 geweiht.[5]
- Jagdstein am Dlouhý vrch, zwei Kilometer östlich von Pavlova Huť im Wald. Die deutschsprachige Inschrift erinnert daran, dass Alfred II. zu Windisch-Grätz an der Stelle am 24. Oktober 1861 den letzten Hirsch seiner Wälder erlegte.